# Sweet Holiday in Lombok
《Sweet Holiday in Lombok》은 가수 이수영의 4.5집 음반 및 비정규 앨범이다. 전 앨범이었던 《my stay in sendai》의 인기에 힘입어 발매된 베스트 앨범으로 기존 이수영의 유명 곡들과 신곡 세 곡을 수록하였다.
〈Farewell Blues II〉는 3집 《made in winter》에서 수록된 〈Farewell Blues〉와 비슷한 전개를 하고 있으나 후렴구가 다른 곡이다.

## 첫 번째 싱글
첫 번째 싱글 〈굿바이〉는 일본의 밴드인 ZARD의 곡 〈GOOD DAY〉를 리메이크한 곡이다. 원곡보다 오케스트라 세션을 더 비중있게 넣었고 진행 속도가 느리게 편곡되었다. 이미 원곡의 인기로 인해 안정성을 보장받은 리메이크곡답게 반응은 매우 좋았다. 그러나 일부 ZARD 팬들에게 원곡을 훼손했다는 평을 들었으며 이후 다른 음반에서 일본곡의 리메이크를 너무 많이 한다는 지적을 받기도 했다. 한편 차트에서는 상위권을 기록하였다.

## 뮤직 비디오
이수영과 같은 소속사인, 이미 많은 이수영 노래의 뮤직비디오에 출연한 배우 조윤희가 주연을 맡았다. 베스트 앨범의 뮤직비디오인 만큼 뮤직비디오 제작비는 그리 많이 들어가지 않았으며 반응도 평이했다. 이 뮤직비디오로 인해 대중에게 조윤희는 이수영 뮤직비디오 전문배우라는 인식을 심어주게 되었다. 원래는 이수영이 직접 주연을 맡기로 하고 영상촬영을 마쳤으나 계획이 변경되었고, 그 대신 이수영의 영상은 따로 편집되어 수록곡 〈그렇게라도〉의 뮤직비디오로 제작되었다.

## 트랙리스트
CD 1
| #  | 제목                          |
| -- | ----------------------------- |
| 1  | Intro                         |
| 2  | I Believe                     |
| 3  | Good-bye My Love (Orchestral) |
| 4  | Never Again                   |
| 5  | 스치듯 안녕                   |
| 6  | Kiss                          |
| 7  | 참아보려해                    |
| 8  | 그리고 사랑해                 |
| 9  | 차라리 (Orchestral)           |
| 10 | 사랑은 끝났어                 |
| 11 | 라라라                        |
| 12 | Phantom of Love               |
| 13 | Good Bye                      |
| 14 | 그녀에게 감사해요             |
| 15 | 얼마나 좋을까 (Orchestral)    |

CD 2
전체 편곡: MGR
| #  | 제목                  | 작사   | 작곡                        | 비고                                                                 | 재생 시간 |
| -- | --------------------- | ------ | --------------------------- | -------------------------------------------------------------------- | --------- |
| 1. | 〈굿바이〉            | 강은경 | Watanuki Masaaki (綿貫正顯) |                                                                      | 5:25      |
| 2. | 〈Farewell Blues II〉 | MGR    | MGR                         |                                                                      | 4:26      |
| 3. | 〈그렇게라도〉        | 양재선 | MGR                         | + 크리스마스 콘서트 실황, LOMBOK 뮤직비디오 및 자켓 촬영 스케치 포함 | 4:40      |

## 차트 기록
〈굿바이〉
| 순위 | 24 | 11 | 1 | 1 | 1 |